# Andreas Schaad
Andreas Schaad, född 18 april 1965, är en schweizisk tidigare nordisk kombinationsåkare som tävlade under sent 1980-tal och tidigt 1990-tal. Han vann två medaljer i 3 x 10 kilometer lag vid olympiska vinterspelen med silver 1988 och brons 1994. Han ingick också i det schweiziska lag som tog silver på 3 x 10 kilometer lag vid världsmästerskapen 1989 i Lahtis.